# Tommy Rall
 (août 2019).
Pour les articles homonymes, voir Rall.
Thomas Edward « Tommy » Rall est un danseur de ballet américain, né le 
27 décembre 1929 à Kansas City, et mort le 6 octobre 2020 à Santa Monica.
Avec un répertoire allant des claquettes à la danse acrobatique, il a joué un rôle de premier plan dans les comédies musicales du Golden Age. Tommy Rall fut un danseur dynamique dans de nombreuses comédies musicales des années 1950, reconnu pour ses grands rôles de danse à l'écran : Kiss Me Kate (1953), Les Sept Femmes de Barbe-Rousse (1954), My Sister Eileen (1955). Il se produisit dans divers rôles, puis décida de retourner à l'American Ballet Theatre.

## Biographie
Rall est né en 1929 et a été élevé à Seattle. Enfant souffrant de strabisme, lui donnant de la difficulté a lire, sa mère l’avait alors inscrit à des cours de danse. Dans ses premières années, il a joué des numéros de vaudeville et de danse acrobatique dans les théâtres de Seattle et a ainsi tenté de petits rôles d'acteur. Sa famille a déménagé à Los Angeles dans les années 1940 et Rall a commencé à apparaître dans de petits rôles de film.
Rall a commencé sa carrière de danseur dès l'age de 14 ans à l'American Ballet Theatre. Il est apparu à Broadway dans Miss Liberty (1949-50) et plus tard dans Milk and Honey (1963), ainsi que dans plusieurs émissions moins couronnées de succès.
Sa première apparition fut un court métrage de MGM appelé Vendetta. Il a commencé à prendre des leçons de claquettes et est devenu membre des Jivin 'Jacks et Jills' de Jitterbugging aux studios Universal dans les années 40.
Il est surtout connu pour ses danses acrobatiques dans plusieurs films musicaux classiques des années 1950, notamment Kiss Me, Kate dans le rôle de Bill (1953), Les Sept Femmes de Barbe-Rousse dans le rôle de Frank (1954), Invitation à la danse (1956).
Rall se joint à Donald O'Connor, Peggy Ryan et Shirley Mills dans plusieurs shows des The Andrews Sisters en temps de guerre, dont Give Out, Sisters (1942), Get Hep to Love (1942), Mister Big, et de nombreux autres. Il est apparu dans les films The North Star (1943) et Song of Russia (1944). Il s'est rendu populaire en tant qu'acteur et chanteur dans les 2 films à succès Embrasse-moi, chérie (1953) et Les Sept Femmes de Barbe-Rousse (1954).
Il devint plus tard un ténor d'opéra couronné de succès dans les années 1960, en effectuant des apparitions à l'Opera Company de Boston, ainsi qu'au New York City Opera et à l'American National Opera.
Rall a été brièvement marié à sa co-star, Monte Amundse, de la pièce de théâtre Juno de Broadway (1959). Il est maintenant marié à l'ancienne ballerine Karel Shimoff.
Rall est mort le 6 octobre 2020 à Santa Monica.

## Filmographie
- 1942 : Vendetta (court métrage)
- 1943 : L'Étoile du Nord
- 1944 : Song of Russia
- 1945 : Ziegfeld Follies
- 1947 : Vive l'amour
- 1953 : Embrasse-moi, chérie : Bill Calhoun « Lucentio »
- 1954 : Les Sept Femmes de Barbe-Rousse : Frank Pontipee
- 1955 : Ma sœur est du tonnerre : Chick Clark
- 1955 : Grève d'amour (The Second Greatest Sex)
- 1956 : L'Homme de San Carlos : Taglito
- 1956 : Dix secondes de silence : Ray Kacsmerek
- 1956 : Invitation à la danse : un petit ami
- 1958 : Le Fou du cirque (Merry Andrew), de Michael Kidd : Ugo Gallini

## Théâtre sur Broadway
- 1946 : Ballet Theatre
- 1948 : Look Ma, I'm Dancin'! : Tommy[6]
- 1948 : Small Wonder
- 1949 : Miss Liberty
- 1950 : Call Me Madam : danseur principal
- 1959 : Juno : Johnny Boyle
- 1961 : Milk and Honey : David
- 1964 : Cafe Crown : David Cole
- 1970 : Cry for Us All : Petey Boyle